# Flushing
Pour les articles homonymes, voir Flushing (homonymie).
Flushing est un quartier de l'arrondissement de Queens à New York.
Flushing est un quartier résidentiel et commercial en pleine expansion, avec des communautés chinoises, taïwanaises et coréennes très développées. Avec une population asiatique de près de 70 % de la population totale, Flushing constitue ainsi le quartier New-Yorkais où la communauté asiatique est la plus représentée, devant Chinatown. 
Le quartier de Flushing est desservi par la ligne 7 du métro de New York.

## Historique
Flushing fut fondé en 1644 sous la forme d'un village par des colons néerlandais, sans doute originaires de la ville de Flessingue (en néerlandais Vlissingen) aux Pays-Bas, dont la transcription en anglais est Flushing.

## Démographie
Lors du recensement de 2010, le quartier compte 72 008 habitants, répartis de la façon suivante :
- Asiatiques : 69,2 %
  - Chinois : 48,16 %
  - Coréens : 9,43 %
  - Indiens : 5,95 %
  - Pakistanais : 1,24 %
- Latinos : 14,9 %
  - Colombiens : 3,45
  - Porto Ricains : 2,02 %
  - Dominicains : 1,93 %
  - Salvadoriens : 1,08 %
- Blancs non hispaniques : 9,5 %
- Afro-Américains : 4,2 %
- Autres : 2,2 %

Selon l'American Community Survey, pour la période 2008-2012, 45,03 % de la population âgée de plus de 5 ans déclare parler une langue chinoise à la maison, 16,46 % déclare parler l'anglais, 14,26 % l'espagnol, 9,08 % le coréen, 1,75 % l'hindi, 1,56 % le tagalog, 1,53 % le russe, 1,35 % l'ourdou, 1,0 % le gujarati et 7,98 % une autre langue.

## Parc
Le parc de Flushing Meadows-Corona Park, situé au cœur de Flushing est le troisième plus grand parc de la ville de New York. C'est là que se trouve l'Unisphere, gigantesque représentation de la terre en acier, construite à l'occasion de la foire internationale de New York 1964-1965. Flushing accueille en outre chaque année le quatrième tournoi du Grand Chelem de tennis, l'US Open, dans le célèbre USTA National Tennis Center de Flushing meadows, et l'équipe de baseball des New York Mets joue quant à elle dans le Citi Field, à proximité du parc.

## Éducation
Le Département de l'Éducation de la ville de New York gère les écoles publiques dans Flushing. Les lycées publics sont John Bowne High School, East-West School of International Studies, Robert F. Kennedy Community High School, Townsend Harris High School, The Flushing International High School, et Flushing High School.
La Bibliothèque de Queens gère la Flushing Library.